# Tischner. Mocna nuta
Tischner. Mocna nuta – album muzyczny, którego pomysłodawcą jest brat księdza Józefa Tischnera, Kazimierz. Na podstawie myśli filozoficznej Tischnera teksty napisała Izabela Domańska-Kowalik, zaś muzykę skomponowali Mirosław Kowalik i Jan Trebunia-Tutka. Wykonawcami albumu są tacy muzycy jak: Kayah, Mirosław Kowalik, Mateusz Pospieszalski, Jorgos Skolias, zespół Trebunie-Tutki, Zygmunt Staszczyk oraz Wojciech Waglewski. Płyta została wydana 30 marca 2018 przez Wydawnictwo Agora. Nominacja do Fryderyka 2019 w kategorii «Album Roku Folk / Muzyka Świata».

## Lista utworów
1. „Mocna nuta” Jorgos Skolias, Jan Trebunia-Tutka
2. „Mietek” Muniek Staszczyk
3. „Nad przepaścią” Trebunie-Tutki
4. „Początek miłości” Andrzej Polak
5. „Miłość” Kayah
6. „Ballada o Władku” Anna Trebunia-Wyrostek
7. „Godność” Trebunie-Tutki
8. „Mądrość i głupota” Jorgos Skolias
9. „Wolność” Trebunie-Tutki
10. „Metafora łaski” Wojciech Waglewski
11. „Piękno muzyki” Jan Trebunia-Tutka
12. „Ocal w sobie człowieka” Mateusz Pospieszalski, Dominika Kowalik